# Председатель Государственной думы
Председатель Государственной думы Федерального собрания Российской Федерации — одна из высших государственных должностей Российской Федерации. 
На должность, в соответствии со 101-й статьёй конституции России и регламентом Государственной думы, избирается лицо из числа депутатов тайным голосованием с использованием бюллетеней из кандидатов, которых вправе выдвигать фракции Государственной думы; Дума может принять решение о проведении открытого голосования.
Полномочия и обязанности председателя изложены в статье 11-й регламента; главная обязанность — ведение заседаний палаты.

## Полномочия Председателя Государственной думы ФС РФ
Согласно статье 11 «Регламента» Государственной думы председатель имеет следующие полномочия (в сокращении):
- ведёт заседания палаты;
- ведает вопросами внутреннего распорядка палаты;
- организует работу Совета Государственной думы;
- осуществляет общее руководство деятельностью аппарата Думы, назначает на должность и освобождает от должности его руководителя (с согласия Совета Думы и по представлению комитета по регламенту), первого заместителя и заместителей руководителя (по представлению руководителя), а также принимает решение о предоставлении отдельных полномочий руководителя аппарата его первому заместителю;
- утверждает бюджетную смету Государственной думы;
- представляет Государственную думу во взаимоотношениях с президентом РФ, Советом Федерации, Правительством РФ, субъектами Российской Федерации, Конституционным и Верховным судом РФ, генеральным прокурором РФ, Центральной избирательной комиссией РФ, Центральным банком РФ, уполномоченным по правам человека в РФ, Счетной палатой РФ, общественными объединениями, другими организациями и должностными лицами, а также с парламентами и высшими должностными лицами иностранных государств и международными организациями;
- участвует в согласительных процедурах, используемых Президентом РФ в соответствии со статьей 85 Конституции для разрешения разногласий между федеральным центром и органами государственной власти субъектов РФ, а также между органами государственной власти субъектов РФ;
- направляет поступающие в Думу законопроекты и материалы к ним во фракции и в профильный комитет Думы; поручает Научному совету по правотворчеству провести экспертизу законопроекта и направляет её результаты в профильный комитет; направляет в профильный комитет заключение Общественной палаты РФ по результатам экспертизы законопроекта;
- направляет в Совет Федерации для рассмотрения одобренные Государственной думой проекты законов Российской Федерации; направляет Президенту РФ федеральные законы, принятые Думой в соответствии со статьей 105 (часть 5) Конституции (без одобрения Советом Федерации);
- направляет для рассмотрения в профильный комитет внесенный в Государственную думу проект постановления Думы и материалы к нему и устанавливает срок подготовки проекта постановления;
- подписывает постановления Государственной думы;
- направляет для рассмотрения в профильные комитеты и комитет по бюджету и налогам поступающие в Государственную думу проекты государственных программ (в том числе федеральных целевых программ) и предложения о внесении в них изменений;
- направляет для рассмотрения в комитет по бюджету и налогам поступающие в Государственную думу проекты основных направлений бюджетной, налоговой и таможенно-тарифной политики РФ и проект бюджетного прогноза (изменений бюджетного прогноза) РФ на долгосрочный период; в период между сессиями Думы направляет перечисленные проекты в Совет Федерации;
- направляет в профильные комитеты поступившую Думу информацию Правительства РФ о ходе разработки и предполагаемых сроках принятия нормативных правовых актов, разработка и принятие которых предусмотрены федеральными законами;
- направляет в комитет по бюджету и налогам доклад Правительства РФ об итогах работы по реализации соглашений о разделе продукции за отчётный период и предложения Счетной палаты РФ о приостановлении всех видов финансовых платёжных и расчётных операций по счетам объектов аудита (контроля);
- приглашает федеральных министров и иных должностных лиц для ответов на вопросы депутатов Государственной думы;
- вносит представления о назначении и досрочном прекращении представителей Государственной думы в органах и организациях РФ (в том числе членов их наблюдательных советов);
- направляет в профильный комитет приглашение Правительства РФ принять участие в работе правительственной комиссии по расследованию причин возникновения обстоятельств чрезвычайного характера и ликвидации их последствий;
- издаёт распоряжения и дает поручения по вопросам, отнесённым к его компетенции;
- осуществляет иные полномочия, установленные «Регламентом» Государственной думы.

Кроме перечисленного, председатель Государственной думы вправе:
- по собственному усмотрению включать в проект порядка работы Думы вопросы о выборах на вакантную должность своего заместителя и о замещении вакантных мест в комитетах и комиссиях Думы;
- выступать на заседании Государственной думы по вопросам, отнесённым к его полномочиям, а также вопросам, отнесённым к ведению Думы Конституцией РФ, федеральными конституционными законами и федеральными законами;
- решать вопросы экспертного, научного, консультативного и иного обеспечения законодательной деятельности Государственной думы.

Председатель Государственной думы, либо его заместитель представляет Думе доклады о деятельности палаты за истекшую сессию и о проекте примерной программы законопроектной работы на текущую сессию.
По вопросам, связанным с экспертным сопровождением законотворческого процесса в Думе и совершенствованием законодательства РФ, председатель Государственной думы создает Научный совет по правотворчеству.

## Список Председателей Государственной думы Федерального собрания Российской Федерации
| № | Портрет | Имя                          | Годы жизни                   | Даты председательства                       | Партия                           | Созыв    | Выборы Председателя |
| - | ------- | ---------------------------- | ---------------------------- | ------------------------------------------- | -------------------------------- | -------- | ------------------- |
| 1 |         | Иван Петрович Рыбкин         | род. 20 октября 1946         | 14 января 1994 года — 17 января 1996 года   | Аграрная партия России           | I        | 1994                |
| 2 |         | Геннадий Николаевич Селезнёв | 6 ноября 1947 — 19 июля 2015 | 17 января 1996 года — 29 декабря 2003 года  | КПРФ → Партия возрождения России | II-III   | 1996, 2000          |
| 3 |         | Борис Вячеславович Грызлов   | род. 15 декабря 1950         | 29 декабря 2003 года — 21 декабря 2011 года | Единая Россия                    | IV-V     | 2003, 2007          |
| 4 |         | Сергей Евгеньевич Нарышкин   | род. 27 октября 1954         | 21 декабря 2011 года — 5 октября 2016 года  | Единая Россия                    | VI       | 2011                |
| 5 |         | Вячеслав Викторович Володин  | род. 4 февраля 1964          | 5 октября 2016 года — настоящее время       | Единая Россия                    | VII—VIII | 2016, 2021          |